# Lightning LS-218
Lightning LS-218 — електричний мотоцикл, що випускається у США компанією Lightning Motorcycle з 2014 року.
Він посів перше місце серед усіх мотоциклів, бензинових та електричних, на Pikes Peak International Hill Climb у 2013. Виробник заявляє максимальну швидкість 218 миля/год (351 км/год), що, якщо перевірити, буде перевищувати швидкість його сучасних дозволених до їзди на вулицях швидкісних серійних мотоциклів. Рекорд 218 миль / год був встановлений в Бонневіль Спідвей на мотоциклі, модифікованому з вуличної версії, використовуючи "високу швидкість передачі і обтічник."
На початку 2015 року було замовлено 200 мотоциклів.

## Дизайн та характеристики[1]
Шасі з вуглецевого волокна. Двигун синхронний на постійному магніті із рідинним охолодженням. LS-218 прискорюється від 0 до 100 км/год менш, ніж за 3 секунди і має максимальну електронно обмежену швидкість 350 км/год. Трансмісія одношвидкісна.
Він обладнаний вилками Öhlins FGRT, колесами Marchesini з магнієво-алюмінієвого сплаву, радіальними передніми гальмами Brembo і програмованим регенеративним гальмом.
Стандартний акумулятор має ємність 12 кВТ⋅год (43 МДж). Є ще моделі на 15 і 20 кВгод (це одна з "найдалекобійніших" моделей на ринку разом із моделлю Mission R компанії Mission Motors). Модель із 20 кВгод акумулятором може проїхати до 160-180 миль (257-290 км). Напруга 380 В, двигун потужністю 200 к.с., 228 Н·м крутний момент, макс. 10500 об/хв, вага 225 кг. Із зарядним пристроєм швидкого заряджання або зарядним пристроєм рівня 2 заряджання може тривати від 30 хвилин до 120 хвилин відповідно.
Ціна мотоцикла від 38 888 дол.

## Виробництво
У кінці 2014 року було відправлено 5 мотоциклів першим клієнтам.